# Cejn perleťový
Cejn perleťový (Ballerus sapa, dříve uváděný také jako Abramis sapa) je málo dotčený druh ryb vyskytující se v Česku. Abramis sapa byl přeřazen do rodu Ballerus na základě molekulárních dat, která ukazují na blízké příbuzenské vztahy s tímto rodem. Tento přesun byl proveden, aby se lépe odrážely evoluční vztahy a taxonomické postavení druhu.

## Popis
Tělo je z boků zploštělé, ale výrazně nižší než u cejna velkého. Tělo je pokryto velkými šupinami, které jsou na bocích výrazně zlatavé nebo stříbřité. Hřbet je tmavý a ploutve šedé. Typickým znakem je extrémně dlouhá řitní ploutev a velké nápadné oči. Rozdíl oproti Ballerus ballerus spočívá v menších a nižších ústech, 47–54 šupinách na postranní čáře a větším oku, jehož velikost je přibližně rovná délce nosních částí. Může dorůst délky až 35 cm. Dožívá se maximálně 15 let. Je celoročně hájen.

## Výskyt
Původní areál druhu zahrnuje velké řeky v povodí Černého, Kaspického, Azovského moře a Aralského jezera. V současnosti se tento druh rozšířil i do povodí Bílého a Baltského moře, kde je považován za nepůvodní až invazivní. V devadesátých letech byl pravděpodobně zavlečen převozem násad do řeky Rýn, čímž se dostal i do povodí Severního moře.
Cejn perleťový je potamodromní druh preferující hlubší části větších řek, kde se zdržuje převážně u dna. Stejně jako ostatní cejni toleruje i brakickou vodu a lokálně vytváří semi-anadromní populace v ústích velkých řek. Žije v malých hejnech, která s klesající teplotou migrují do spodních, hlubší částí řek, kde ryby ve velkých agregacích zimují. Tento druh je schopný přežívat v teplotním rozpětí 10–25 °C.

### Výskyt v České republice
Cejn perleťový se aktuálně vyskytuje pouze v dolním toku Moravy a Dyje.

## Potrava
Živí se bentosem, larvami hmyzu, planktonem, drobnými měkkýši a vzácně také částmi rostlin.

## Rozmnožování
Pohlavně dospívá kolem 4. roku. Tření probíhá v období od dubna do května. V tomto období cejni táhnou proti proudu řek. Třou se nejčastěji na vodní rostliny nebo na štěrkovité dno. Jedna samice může běžně naklást 10 000 – 50 000 jiker.

## Ochrana a ohrožení
Populace cejna perleťového v Česku je velmi malá a početnost jedinců v jednotlivých letech výrazně kolísá. Tento druh je citlivý na změny v kvalitě vody a na fragmentaci řek, která zamezuje jeho migracím a ovlivňuje podmínky pro tření. V minulosti byl postižen také znečištěním vody. Pro ochranu tohoto druhu je kladeno důraz na revitalizaci říčních koryt. Dále je nutné odstraňovat překážky v tocích, jako jsou jezy a vodní elektrárny, které mohou bránit migraci ryb. Je důležité instalovat rybí přechody, které umožní rybám bezpečně migrovat.